# Copa del Mundo de Skeleton 2016–17
La Copa del Mundo de Skeleton 2016–17 fue una serie de varias carreras durante una temporada en Skeleton. La temporada empezó el 2 de diciembre de 2016 en Whistler, Canadá, y concluyó el 17 de marzo de 2017 en Pieonchang, Corea del Sur. La Copa del Mundo está organizada por la IBSF (antiguamente la FIBT), que también organiza Copas del Mundo y Campeonatos en bobsleigh. La temporada fue patrocinada principalmente por BMW.

## Calendario
| Lugar       | Fecha              |
| Whistler    | 2-3 de diciembre   |
| Lake Placid | 16-17 de diciembre |
| Altenberg   | 6-7 de enero       |
| Winterberg  | 14-15 de enero     |
| St. Moritz  | 20 de enero        |
| Königssee   | 27-28 de enero     |
| Igls        | 3 de febrero       |
| Pieonchang  | 17 de marzo        |

## Resultados

### Hombres
| Evento      | Oro                  | Tiempo                      | Plata              | Tiempo                      | Bronce             | Tiempo                      |
| Whistler    | Yun Sung-bin         | 1:45,86 (52,84 / 53,02)     | Alexandr Tretiakov | 1:45,98 (52,99 / 52,99)     | Matthew Antoine    | 1:46,22 (53,24 / 52,98)     |
| Lake Placid | Alexandr Tretiakov   | 1:46,49 (53,27 / 53,22)     | Matthew Antoine    | 1:46,92 (53,45 / 53,47)     | Yun Sung-bin       | 1:46,94 (53,24 / 53,70)     |
| Altenberg   | Christopher Grotheer | 1:52,30 (56,20 / 56,10)     | Martins Dukurs     | 1:52,60 (56,42 / 56,18)     | Axel Jungk         | 1:52,77 (56,44 / 56,33)     |
| Winterberg  | Martins Dukurs       | 1:52,04 (56,14 / 55,90)     | Tomass Dukurs      | 1:52,66 (56,16 / 56,50)     | Alexandr Tretiakov | 1:52,71 (56,51 / 56,20)     |
| St. Moritz  | Martins Dukurs       | 2:15,10 (1:07,85 / 1:07,25) | Yun Sung-bin       | 2:15,13 (1:07,63 / 1:07,50) | Nikita Tregúbov    | 2:15,65 (1:07,95 / 1:07,70) |
| Königssee   | Alexandr Tretiakov   | 1:40,41 (50,27 / 50,14)     | Yun Sung-bin       | 1:40,46 (50,07 / 50,39)     | Alexander Gassner  | 1:40,60 (50,36 / 50,24)     |
| Igls        | Martins Dukurs       | 1:43,89 (52,01 / 51,88)     | Alexandr Tretiakov | 1:44,47 (52,31 / 52,16)     | Yun Sung-bin       | 1:44,57 (52,27 / 52,30)     |
| Pieonchang  | Martins Dukurs       | 1:41,51 (50,87 / 50,64)     | Yun Sung-bin       | 1:41,52 (50,69 / 50,83)     | Tomass Dukurs      | 1:42,16 (51,20 / 50,96)     |

### Mujeres
| Evento      | Oro                | Tiempo                      | Plata              | Tiempo                      | Bronce         | Tiempo                      |
| Whistler    | Elisabeth Vathje   | 1:49,25 (54,52 / 54,73)     | Jacqueline Lölling | 1:50,09 (54,76 / 55,33)     | Tina Hermann   | 1:50,11 (54,99 / 55,12)     |
| Lake Placid | Janine Flock       | 1:49,77 (54,84 / 54,93)     | Lizzy Yarnold      | 1:50,58 (54,94 / 55,64)     | Mirela Rahneva | 1:50,92 (55,39 / 55,53)     |
| Altenberg   | Jacqueline Lölling | 1:57,17 (58,58 / 58,59)     | Tina Hermann       | 1:57,61 (58,90 / 58,71)     | Janine Flock   | 1:57,71 (58,94 / 58,77)     |
| Winterberg  | Elisabeth Vathje   | 58,02 (58,02 / – )          | Jacqueline Lölling | 58,12 (58,12 / – )          | Mirela Rahneva | 58,14 (58,14 / – )          |
| St. Moritz  | Mirela Rahneva     | 2:16,53 (1:08,49 / 1:08,04) | Kendall Wesenberg  | 2:18,36 (1:09,28 / 1:09,08) | Janine Flock   | 2:18,51 (1:09,29 / 1:09,22) |
| Königssee   | Jacqueline Lölling | 1:43,21 (51,70 / 51,51)     | Tina Hermann       | 1:43,66 (52,09 / 51,57)     | Anna Fernstädt | 1:43,67 (51,93 / 51,74)     |
| Igls        | Tina Hermann       | 1:48,15 (54,17 / 53,98)     | Mirela Rahneva     | 1:48,31 (54,03 / 54,28)     | Janine Flock   | 1:48,39 (54,12 / 54,27)     |
| Pieonchang  | Jacqueline Lölling | 1:45,68 (52,93 / 52,75)     | Yelena Nikítina    | 1:45,98 (53,18 / 52,80)     | Kimberley Bos  | 1:46,03 (53,15 / 52,88)     |